# Broken, Beat & Scarred
Broken, Beat & Scarred (engl. für: „Gebrochen, geschlagen und vernarbt“) ist ein Lied der US-amerikanischen Metal-Band Metallica. Es ist die 45. Single der Band und die sechste Singleauskopplung des neunten Studioalbums Death Magnetic. Sie erschien am 3. April 2009. Es gibt zwei Versionen der Single, eine Digi-Single und eine Maxi-Single. Außerdem gibt es dazu ein Video von Wayne Isham.

## Hintergrund
Über den Songtitel war sich die Band zunächst uneinig. James Hetfield fand ihn zu lang, doch Lars Ulrich sei dabei „sehr hartnäckig“ geblieben.
Am 19. März 2009 hatte die Band auf ihrer Webseite verkündet, dass Broken, Beat & Scarred die nächste Single werden würde. Am 26. März wurde das neue Video vorgestellt. Es zeigt die Band live auf der Death-Magnetic-Tour. Regisseur Wayne Isham hatte bereits mehrfach für die Band gearbeitet, so etwa im Rahmen der DVD Cunning Stunts.
In Südostasien, Australien und Neuseeland wurde die Single teilweise mit fehlerhaftem Booklet ausgeliefert. Die Band gab bekannt, niemand von der Band habe dort das Artwork geprüft und bezeichnete die Version als „Sammlerstück“.

## Inhalt
Der Text des Liedes, der von James Hetfield geschrieben wurde, ist mit der Zeile „What don’t kill you make you more strong“ an ein bekanntes Zitat von Friedrich Nietzsche angelehnt: „was mich nicht umbringt, macht mich stärker“. Es stammt aus dem Werk Götzen-Dämmerung oder Wie man mit dem Hammer philosophiert von 1889.

## Rezeption
Die DVD-Single wurde auf Metal.de als „herbe Enttäuschung“ bezeichnet. Kritisiert wurde unter anderem der geringe Informationswert der dort enthaltenen Dokumentation. Das Live-Video zu Broken, Beat & Scarred sei aber gelungen.

## Titelliste
- CD 1 (Digipak):

1. Broken, Beat & Scarred – 6:25
2. Broken, Beat & Scarred (Live) – 7:33
3. The End of the Line (Live) – 7:38

- CD 2 (J card):

1. Broken, Beat & Scarred – 6:25
2. Stone Cold Crazy (Live) – 3:06
3. Of Wolf and Man (Live) – 4:25

- DVD-Single:

1. Broken, Beat & Scarred (Promo-Video)
2. The Day That Never Comes (Promo-Video)
3. Death Magnetic Electronic Press Kit – 17:25

- CD-Maxi-Single:

1. Broken, Beat & Scarred – 6:25
2. Broken, Beat & Scarred (Live) – 7:33
3. The End of the Line (Live) – 7:38
4. Stone Cold Crazy (Live) – 3:06
5. Of Wolf and Man (Live) – 4:25